# لان وي
لان وي هو غطاس صيني، ولد في 7 مايو 1968.

## وصلات خارجية
- لان وي على موقع الاتحاد الدولي للسباحة (الإنجليزية)
- لان وي على موقع اللجنة الأولمبية الدولية (الإنجليزية)
- لان وي على موقع أوليمبيديا (الإنجليزية)
- لان وي على موقع اللجنة الأولمبية الصينية (الإنجليزية)